# 劳泰族

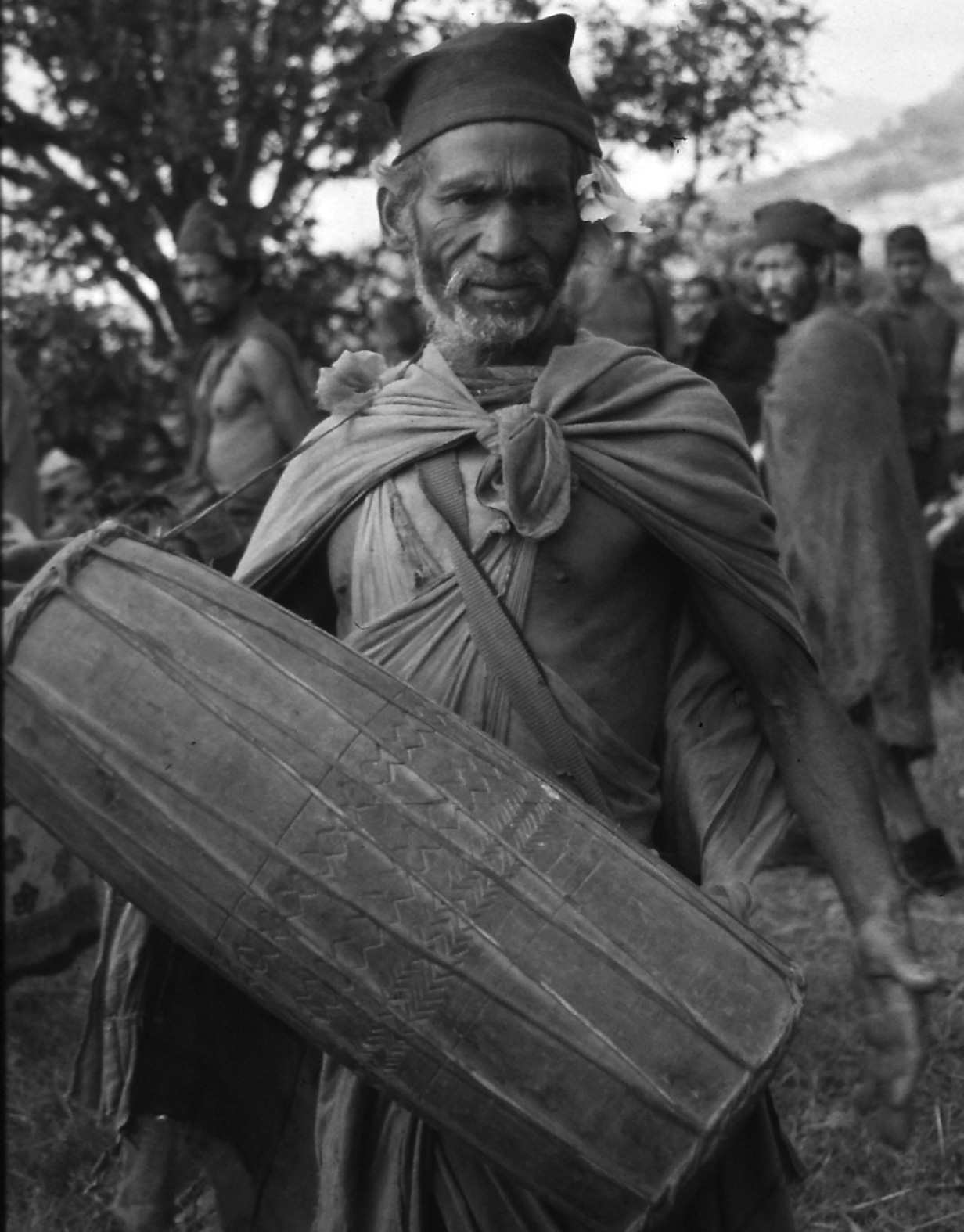
劳泰族

劳泰族是被尼泊尔政府承认的狩猎採集民族。他们以捕捉叶猴与猕猴闻名也採集塊莖与水果。他们通常生活在森林中，他们利用手工制作的木碗交换农民的铁器，穀物，衣物。但他们不用其他产品交换。

他们分布于尼泊尔西部马哈卡利专区至格尔纳利之间，人数650人。他们语言是藏缅语族，他们属于棕色人种。他们自称是马拉王朝的刹帝利，也強调他们没被周围民族同化。